# BBC Reporting Scotland
BBC Reporting Scotland é o telejornal nacional da BBC para a Escócia, transmitido pela BBC One Scotland [en] a partir da sede da BBC Scotland [en] em Pacific Quay [en], Glasgow. Geralmente, o programa é exibido logo após o boletim nacional transmitido da Broadcasting House.

## História
Embora a BBC Television tenha sido estabelecida na Escócia em fevereiro de 1952 – com a transmissão de alguns programas regionais específicos – o serviço diário de notícias de televisão escocês só começou em sexta-feira, 30 de agosto de 1957. Inicialmente, consistia em um boletim de cinco minutos às 18h05 nos dias úteis e um programa de resultados esportivos aos sábados. A BBC tinha pressa em lançar o Scottish News Summary antes de sua nova concorrente comercial na região central, a Scottish Television [en] (STV), e antes da estréia de boletins semelhantes em outras partes do Reino Unido. Por coincidência, a STV iniciou suas transmissões no dia seguinte ao lançamento do primeiro boletim de notícias regional da BBC, com a concorrente comercial estreando seus próprios boletins locais na segunda-feira seguinte. No mês subsequente, boletins similares de cinco minutos foram introduzidos no restante do Reino Unido. Mais tarde, programas de variedades temáticas foram adicionados para complementar os boletins de notícias escoceses, como Six Ten, Scotland at Six, A Quick Look Round e um programa semanal regional para o norte da Escócia chamado Talk of the North.
Com a chegada do futuro diretor-geral Alasdair Milne como controlador da BBC Scotland [en], o BBC Reporting Scotland foi lançado em segunda-feira, 1 de abril de 1968, com maior foco na cobertura de notícias factuais. Inspirado no formato do programa The Huntley-Brinkley Report [en] da NBC nos Estados Unidos, o programa era apresentado simultaneamente a partir dos estúdios da BBC em Glasgow, Edimburgo e Aberdeen.
A equipe inicial de apresentadores incluía a ex-apresentadora de A Quick Look Round Mary Marquis [en] (Glasgow), o jornalista de agência de notícias Gordon Smith (Edimburgo) e o ex-locutor da Grampian Television [en] Douglas Kynoch (Aberdeen). Posteriormente, Kynoch assumiu como principal âncora em Glasgow, enquanto o futuro apresentador de Pebble Mill at One [en] Donny MacLeod [en] tomou o posto em Aberdeen. Em Edimburgo, apresentadores posteriores incluíram Renton Laidlaw [en] (que mais tarde se tornou um comentarista veterano de golfe) e Kenneth Roy.
Em setembro de 1969, o BBC Reporting Scotland foi integrado ao programa em rede Nationwide [en]. Assim como suas contrapartes nas outras nações e regiões da BBC, a equipe do BBC Reporting Scotland frequentemente contribuía com reportagens para o Nationwide. Quando o Nationwide terminou em agosto de 1983, o BBC Reporting Scotland foi temporariamente substituído por Scotland Sixty Minutes, como parte do renovado programa de notícias Sixty Minutes [en], mas foi retomado em 1984 após o fim deste último. Desde então, a marca BBC Reporting Scotland também passou a ser usada como identidade visual na tela para a maioria dos boletins de notícias da BBC Scotland [en] na televisão.
Provavelmente a mais famosa entre os ex-apresentadores do BBC Reporting Scotland foi Mary Marquis, que, ao retornar em setembro de 1975, tornou-se a principal âncora até sua saída em 1988. Entre os co-apresentadores regulares estavam John Milne – que permaneceu na BBC por muitos anos –, Malcolm Wilson, Viv Lumsden [en], Alan Douglas [en] e Eddie Mair [en].
Jackie Bird [en] tornou-se a apresentadora com mais tempo de serviço no programa, comandando a edição principal das 18h30 do Reporting Scotland por quase trinta anos até sua saída repentina em abril de 2019. O comentarista esportivo de longa data da BBC Scotland Archie Macpherson [en] também foi responsável por estabelecer as prévias esportivas de fim de semana nas noites de sexta-feira.
Previsões meteorológicas detalhadas foram introduzidas como parte de uma grande reformulação do programa em outubro de 1992, inicialmente apresentadas por Vanessa Collingridge e, posteriormente, pela popular Heather Reid [en] (conhecida como Heather the Weather), que permaneceu no Reporting Scotland por quinze anos. O programa também ampliou o uso de transmissões externas ao vivo e links via satélite para reportagens e entrevistas.
Os índices de audiência do programa principal das 18h30 variaram entre 500.000 e 600.000 espectadores, alcançando ocasionalmente um milhão, como na noite após o desastre de Lockerbie em dezembro de 1988. Em março de 1996, parte do programa foi exibida na BBC1 em todo o Reino Unido após o massacre de Dunblane. Edições especiais ocasionais, destacando grandes eventos noticiosos, também foram transmitidas pelo BBC News Channel e pelo BBC Parliament.
A BBC Scotland mudou-se para o BBC Pacific Quay em 2007. A primeira transmissão do Reporting Scotland a partir dos novos estúdios foi um boletim matinal apresentado por Rob Matheson, exibido às 6h25 de segunda-feira, 20 de agosto de 2007. O cenário do estúdio apresenta uma vista ao vivo captada por câmeras instaladas no telhado da nova sede da BBC Scotland, nas margens sul do rio Clyde. Na época de sua inauguração, o novo prédio em Pacific Quay [en] era uma das instalações de transmissão digital mais modernas do mundo e abrigava a primeira redação da BBC com capacidade para alta definição (HD). Desde 4 de outubro de 1999, os títulos e gráficos exibidos na tela do programa refletem a identidade visual corporativa da BBC News, incluindo a trilha sonora característica composta por David Lowe [en].
Durante os anos 1970 e início dos anos 1980, o BBC Reporting Scotland utilizou trechos de músicas populares e de bibliotecas musicais como temas de assinatura, como a versão de Donna Summer de MacArthur Park, Jubilation de Jeff Wayne [en] (também usada por The Big Match [en] da LWT) e a interpretação de Emerson, Lake & Palmer de Fanfare for the Common Man [en].
O visual do Reporting Scotland na tela foi atualizado mais recentemente com a construção de um novo cenário reformulado no Estúdio C dos estúdios da BBC Scotland em Pacific Quay, refletindo o novo design dos programas News at One, Six e Ten da BBC. Ele apareceu pela primeira vez na tela em 12 de junho de 2023.
Entre 2019 e 2024, o BBC Reporting Scotland foi complementado por um programa-irmão de uma hora, The Nine [en], exibido nas noites de semana pelo canal BBC Scotland [en]. Enquanto o Reporting Scotland continuava a cobrir notícias escocesas, o The Nine também incluía cobertura de notícias nacionais do Reino Unido e internacionais sob uma perspectiva escocesa. O programa foi comparado aos frequentes pedidos para substituir o Reporting Scotland por uma versão Scottish Six [en] do BBC News at Six.
Em 9 de dezembro de 2024, a BBC News Scotland anunciou dois novos títulos que se juntariam ao seu portfólio de notícias e assuntos atuais a partir do Ano Novo. Em 6 de janeiro de 2025, foi lançado o Reporting Scotland: News at Seven [en], um novo programa de notícias de 30 minutos nas noites de semana para o canal BBC Scotland, substituindo o The Nine. Ele é apresentado por Laura Maciver e Amy Irons [en], que dividem os dias ao longo da semana, enquanto Martin Geissler [en] comanda uma nova série de podcasts sobre assuntos atuais chamada Scotcast, iniciada uma semana depois, em 13 de janeiro de 2025.
Em 30 de janeiro de 2025, a BBC Scotland anunciou que Sally Magnusson [en] deixará o programa após 27 anos. Ela continuará apresentando até abril e, em seguida, trabalhará com a BBC como radialista freelancer. O último boletim de Magnusson foi transmitido em 4 de abril de 2025.

## Transmissão
Nos dias úteis, o programa vai ao ar nove vezes por dia na BBC One Scotland [en]:
- Boletins matutinos às 06h25, 06h55, 07h25, 07h55, 08h25 e 09h15, durante o BBC Breakfast [en]
- Um programa de 10 minutos no horário de almoço às 13h35, durante o BBC News at One
- Uma prévia curta de 30 segundos às 17h15, antes do programa principal de 30 minutos às 18h30, após o BBC News at Six
- Um programa de 30 minutos 'News at Seven' às 19h no canal BBC Scotland [en]
- Um boletim noturno de 10 minutos por volta das 22h30, após o BBC News at Ten

Há três boletins nos fins de semana (um no sábado e dois no domingo).
Um resumo de notícias à tarde costumava ser exibido por volta das 16h após o BBC News Summary [en] na BBC Two Scotland entre 1986 e 2003, quando os boletins foram transferidos para a BBC One Scotland [en], mas foi descontinuado no final de 2012.
A partir de dezembro de 2007, uma breve atualização de manchetes era transmitida às 20h durante o BBC News Summary, mas foi cancelada junto com o resumo nacional em maio de 2018.
Junto com outros programas de notícias e assuntos atuais da BBC Scotland, o BBC Reporting Scotland pode ser assistido ao vivo ou sob demanda (na íntegra ou como artigos individuais) por meio de transmissão de vídeo no BBC iPlayer online.
O programa também está disponível em qualquer parte do Reino Unido (e em grande parte da Europa) através do serviço BBC UK regional TV on satellite [en], transmitido pelo satélite Astra em 28.2° leste:
- No canal 101, usando receptores de satélite proprietários da marca Sky com um cartão de acesso condicional [en] associado a um endereço na Escócia
- No canal 951, usando um receptor da marca Sky com um cartão associado a um endereço fora da Escócia ou sem cartão de visualização
- Em 10.803 MHz, 22.000 kSPS, polarização horizontal, FEC 5/6, usando um receptor de satélite comum

Seus principais concorrentes são o programa noturno principal da STV, STV News [en], no norte e centro da Escócia, e o programa noturno principal da ITV Border, ITV News Lookaround [en], no sul da Escócia.

## Equipe de apresentadores
| Pessoa              | Posição                                        | Dias                            |
| ------------------- | ---------------------------------------------- | ------------------------------- |
| Laura Miller [en]   | Apresentadores principais (18h30)              | Segunda a quarta                |
| Laura Goodwin       | Apresentadores principais (18h30)              | Quinta e sexta                  |
| Amy Irons [en]      | Apresentadores principais (News at Seven [en]) | Dias de semana (vários)         |
| Laura Maciver       | Apresentadores principais (News at Seven [en]) | Dias de semana (vários)         |
| Anne McAlpine [en]  | Apresentador do noticiário noturno (22h30)     | Quinta e sexta                  |
| Sarah McMullan      | Apresentador do matutino e do almoço           | Dias de semana (meio período)   |
| Graham Stewart [en] | Apresentadores substitutos                     | Dias de semana e fins de semana |
| Andrew Black        | Apresentadores substitutos                     | Dias de semana e fins de semana |
| Lucy Whyte [en]     | Apresentadores substitutos                     | Dias de semana e fins de semana |
| Iain Macinnes       | Apresentadores substitutos                     | Dias de semana e fins de semana |
| Ben Philip          | Apresentadores substitutos                     | Dias de semana e fins de semana |
| Karen Elder         | Apresentadores substitutos                     | Dias de semana e fins de semana |
| Hope Webb           | Apresentadores substitutos                     | Dias de semana e fins de semana |
| Suzanne Allan       | Apresentadores substitutos                     | Dias de semana e fins de semana |
| Laura McGhie        | Apresentadores substitutos                     | Dias de semana e fins de semana |
| Fiona Stalker       | Apresentadores substitutos                     | Dias de semana e fins de semana |
| Louise Cowie        | Apresentadores substitutos                     | Dias de semana e fins de semana |

| Pessoa                     | Posição                    |
| -------------------------- | -------------------------- |
| Christopher Blanchett [en] | Apresentadores principais  |
| Judith Ralston [en]        | Apresentadores principais  |
| Gillian Smart              | Apresentadores principais  |
| Kirsteen MacDonald [en]    | Apresentadores principais  |
| Joy Dunlop [en]            | Apresentadores substitutos |
| Derek MacIntosh            | Apresentadores substitutos |
| Sarah Cruickshank          | Apresentadores substitutos |
| Kawser Quamer              | Apresentadores substitutos |
| Kirsty McCabe [en]         | Apresentadores substitutos |

| Pessoa             | Posição                    |
| ------------------ | -------------------------- |
| Lewis Irons        | Apresentadores principais  |
| Sheelagh McLaren   | Apresentadores principais  |
| Laura McGhie       | Apresentadores substitutos |
| Kenny Crawford     | Apresentadores substitutos |
| Martin Dougan [en] | Apresentadores substitutos |
| Paul Barnes        | Apresentadores substitutos |

## Editores de notícias, repórteres e correspondentes

### Editores de notícias
- James Cook [en] – Editor da Escócia
- Glenn Campbell [en] – Editor político
- Douglas Fraser – Editor de negócios e economia

### Repórteres regionais
- Rebecca Curran [en] – Repórter de Aberdeen
- Louise Hosie – Repórter de Aberdeenshire
- David Delday – Repórter de Orkney
- John Johnston – Repórter de Shetland
- Iain Macinnes – Repórter de Inverness, Highlands e Ilhas [en]
- Cameron Buttle – Repórter das Fronteiras Escocesas

### Repórteres de notícias
- Jamie McIvor – Correspondente de notícias
- Steven Godden
- Ben Philip
- Katie Hunter
- Catriona Renton
- Gillian Sharpe
- Morag Kinniburgh
- Joanne Macaulay
- Phil McDonald
- Martin Geissler [en]
- Fiona Stalker
- Sarah McMullan
- Richard Forbes
- Karen Elder
- Andrew Thomson
- Graeme Ogston
- Sarah Toom
- Hazel Martin
- Andrew Picken
- Georgina Hayes
- Eilidh Davies
- Louise Cowie
- Suzanne Allan

### Correspondentes políticos
- Lynsey Bews – Correspondente político chefe
- Andrew Kerr [en]
- David Wallace Lockhart
- Kirsten Campbell
- Phil Sim
- Jenni Davidson – Repórter político

### Correspondentes deWestminster
- David Porter
- Rajdeep Sandhu

### Correspondentes de diferentes especialidades
- David Henderson [en] – Correspondente de negócios e transportes
- Lisa Summers – Correspondente de saúde
- David Cowan – Correspondente de assuntos internos
- Chris Clements – Correspondente de assuntos sociais
- Lucy Adams – Correspondente de educação
- Hope Webb – Repórter de dinheiro e trabalho
- Kevin Keane – Correspondente de meio ambiente, energia e assuntos rurais
- Laura Goodwin – Correspondente de ciência e inovações
- Pauline McLean – Correspondente de artes
- David Farrell – Correspondente de entretenimento
- Mark Daly – Correspondente de investigações
- Ian Hamilton – Correspondente especial
- Chris McLaughlin – Correspondente de notícias esportivas

### Repórteres esportivos
- Paul Barnes
- Lewis Irons
- Andy Burke
- Jane Lewis [en]
- Sheelagh McLaren
- Kheredine Idessane
- Brian McLaughlin
- Kenny Crawford

## Ex-apresentadores e repórteres
- Abeer MacIntyre [en] (2001–2008)
- Alan Douglas [en] (1978–1996)
- Alan Mackay [en] (anos 1980–2007)
- Allan Robb (1993–1994)
- Alma Cadzow (1980–1988)
- Alasdair Fraser (agora com BBC ALBA)
- Alastair Alexander (final dos anos 1960 - início dos anos 1970)
- Alison Walker [en] (2003–2009)
- Alistair Smith
- Andrew Anderson (1997–2022)
- Andrew Kerr [en] (como apresentador substituto)
- Anne MacKenzie [en] (1995–1997)
- Archie Macpherson [en]
- Bill Hamilton [en] (1973–1974)
- Bill McFarlan (1985–1992)
- Brenda Paterson
- Brian Marjoribanks [en] (final dos anos 1960 - início dos anos 1970)
- Brian Taylor [en] – editor político (1985–2020)
- Brian Townsend (1973)
- Calum MacColl (apresentador do tempo) (2022–2025)
- Campbell Barclay (1976–1982)
- Carla Romano (final dos anos 1990 - início dos anos 2000)[7]
- Cat Cubie [en] (apresentadora do tempo)
- Cathy MacDonald [en] (1988–1989) (agora com BBC ALBA, BBC Radio nan Gàidheal [en] e BBC Radio Scotland [en])
- Catriona Shearer [en] (2004–2021)
- Charles Munro (final dos anos 1960 - início dos anos 1970)
- Chick Young [en] (agora com BBC Radio Scotland [en])
- Connor Gillies (2018–2022) (agora com Sky News)
- Craig Anderson
- David Currie [en] (agora com BBC Sport Scotland [en])
- David Henderson [en] (como apresentador substituto)
- David Robertson [en] (2000–2008)
- David Shanks (2018–2023)
- Donny MacLeod [en]
- Douglas Kynoch (1968–1973)
- Dougie Donnelly [en]
- Dougie Vipond [en] (agora com Landward [en])
- Eddie Mair [en] (1990–1993) (agora com LBC [en])
- Eleanor Bradford (correspondente de saúde 2001–2016)
- Emma Cameron (agora com STV News [en])
- Eric Crockhart
- Fiona Henderson
- Forbes McFall
- Gail McGrane [en] (apresentadora do tempo 2009–2011, 2018–2020, agora com STV News [en])
- Georgia Roberts (2023–2024) (agora com BBC East Midlands Today [en])
- Gerry Davis (1973–1975)
- Glen Gibson (final dos anos 1960 - início dos anos 1970)
- Gordon Hewitt (meados dos anos 1970 - meados dos anos 1980)
- Gordon Smith
- Hamish Neal
- Hazel Irvine [en] (agora com BBC Sport)
- Heather Reid [en] (1994–2009, agora trabalhando na academia)
- Jackie Bird [en] (1989–2019, trabalha em outras áreas da BBC)
- Jane Franchi (1979–2003)
- James Cook [en] (agora com The Nine [en])
- John Duncanson
- John MacKay [en] (1987–1994)
- John Milne [en] (1972–2007)
- Jonathan Sutherland [en] (agora com BBC Sport Scotland [en])
- Kenneth Roy [en]
- Kirsty Wark [en] (1981–1989, agora com Newsnight)
- Lesley Blair (1969 - meados dos anos 1970)
- Lindsay Monarch (final dos anos 1990)[8]
- Louise Batchelor (anos 1980 - 1989; 1994–2008)
- Louise Tait
- Louise Welsh
- Louise White (meados dos anos 1990)[9]
- Malcolm Wilson
- Mary Marquis [en] (1968–1988)
- Neil Mudie (1977–1997)
- Nick Sheridan [en] (2020–2024)[10]
- Oliver Wright (agora com STV News [en])
- Paddy Christie [en]
- Penny Macmillan [en] (1998–2007)
- Peter MacRae
- Renton Laidlaw (1970–1973)
- Rhona McLeod [en] (1995–2019)
- Rob Maclean [en] (agora com BBC Sport Scotland [en] e BT Sport [en])
- Rob Matheson (1998–2011, agora com Al Jazeera English)
- Sally McNair [en] (1990–2021)
- Sally Magnusson [en] (1997–2025)
- Séan O'Neil (2023) (agora com The Courier [en])
- Stav Danaos [en] (apresentador do tempo 2011–2013, agora com BBC Weather)
- Vanessa Collingridge
- Viv Lumsden [en] (1984–1989)